# Brit Awards de 1986
O Brit Awards de 1986 foi a 6ª edição do maior prêmio anual de música pop do Reino Unido. Eles são dirigidos pela British Phonographic Industry e ocorreram em 10 de fevereiro de 1986 no Grosvenor House Hotel, em Londres. Este ano marcou a primeira apresentação dos prêmios Grupo Internacional e Artista Solo Internacional.
A cerimônia de premiação, apresentada por Noel Edmonds, foi televisionada pela BBC.

## Performances
- Huey Lewis and the News – "The Power of Love"
- Kate Bush – "Hounds of Love"
- Phil Collins – "One More Night"
- Tears for Fears – "Everybody Wants to Rule the World"

## Vencedores e nomeados
| Álbum Britânico do Ano | Produtor Britânico do Ano |
| --- | --- |
| - Phil Collins – No Jacket Required - Dire Straits – Brothers in Arms - Eurythmics – Be Yourself Tonight - Kate Bush – Hounds of Love - Tears for Fears – Songs from the Big Chair                               | - David A. Stewart - Chris Hughes - Hugh Padgham - Steve Lillywhite - Trevor Horn                                                 |
| Single Britânico do Ano | Vídeo Britânico do Ano |
| - Tears for Fears – "Everybody Wants to Rule the World" - David Bowie & Mick Jagger – "Dancing in the Street" - Dire Straits – "Money for Nothing" - Kate Bush – "Running Up That Hill" - Paul Hardcastle – "19" | - Paul Young – "Everytime You Go Away" - David Bowie & Mick Jagger – "Dancing in the Street" - Dire Straits – "Money for Nothing" |
| Artista Solo Masculino Britânico | Artista Solo Feminina Britânica                                                                                                   |
| - Phil Collins - Elton John - Midge Ure - Paul Young - Sting | - Annie Lennox - Alison Moyet - Kate Bush - Sade Adu - Bonnie Tyler                                                               |
| Grupo Britânico | Melhor Revelação Britânica |
| - Dire Straits - Eurythmics - Simple Minds - Tears for Fears - U2 | - Go West |
| Grupo Internacional | Artista Solo Internacional |
| - Huey Lewis and the News - The Cars - Kool & the Gang - Talking Heads - ZZ Top | - Bruce Springsteen - Lionel Richie - Madonna - Stevie Wonder - Tina Turner                                                       |
| Gravação Clássica | Contribuição Excepcional para a Música                                                                                            |
| - Nigel Kennedy - Georg Solti - John Rutter - Julian Lloyd Webber - Trevor Pinnock | - Elton John & Wham! |